# Архат
Архат (санскрит: अर्हत् arhat) или арахант (пали: arahant) значи вредан, частан, достојан. Реч арахант ("часни") се употребљавала у древној Индији за исказивање поштовања, слично као израз „велечасни“ у хришћанству. У Ригведи овај термин се користи за божанство Агнија (II, 3. 3). И ђаини су користили овај термин, њиме је ословљаван Махавира, утемељитељ ђаинизма.
Касније је израз стекао посебну употребу у будизму. Термин је изворно означавао сваког аскету вредног поштовања због његових духовних достигнућа. Касније је почео да означава оне који су, слично Буди, достигли потпуно стање савршенства.
Арахат је постао централна фигура теравада будизма. Кинески, јапански и корејски будизам такоде имају сличне појмове (кинески алохан, јапански аракан; корејски арахан).

## Архат у раном будизму
До прве велике шизме дошло је након другог будистичког сабора, у 4. веку п. н. е., 100 година након Будине смрти. Подела је настала око погрешивости архата: да ли је он изнад сагрешења или је и даље погрешив? „Велика" традиција је заступала погрешивост архата, док је „мања", конзервативнија традиција сматрала да је архат савршен. Копља су се ломила око пет питања: да ли је архат и даље субјект искушења у сновима, да ли још има талог незнања, да ли има сумњи у погледу учења, да ли му је потребна помоћ у трагању за истином и да ли може досегнути до коначне истине узвиком „аха!" Две стране су биле вољне да се усагласе око четири од пет тачака, али заједница се распала због деликатног питања ноћних архатових полуција. Већина самге (касније махасамгика) је држала позицију да су архата и даље богиње могле да заведу у сну, док су „стари" (sthaviras, касније ставиравада) имали супротно становиште.

## Арахант у будизму
У будизму постоје четири различита ступња духовног достигнућа:
- сотапана - „онај који ступа у ток“
- сакадагами - „онај који се једном враћа"
- анагами - „неповратни“ и
- арахант

Арахант означава појединца који је достигао крајњи стадијум духовног развоја; који је ослобођен нечистоћа и свих десет окова који везују ум за круг препорађања, чије је срце ослобођено менталних нечистоћа и који се неће више препорађати. То је Будина титула и највиши ниво међу његовим следбеницима.
Арахантом се сматра онај код кога су умртвљене све асаве, или „приливи“, који умножавају карму продужавајући постојање у чулној сфери. Док је постизање прва три ступња могуће и световњацима, постизање четвртог од стране неког световњака сматрало се крајње неуобичајеним. Међу цејлонским будистима сматра се да световњак који достигне арахантство треба сместа да приступи монашком реду (сангхи). Према Буди, жене поседују једнаку способност да постану араханти као и мушкарци. У Тхеригатхи се наводе бројни примери монахиња које су достигле араханство. У Будино доба и непосредно потом, од араханата се није очекивало повлачење из света. Араханти су обично настављали да живе у оквиру људског друштва без себичних побуда. Али, пошто је традиција индијског аскетизма била снажно наклоњена повлачењу из световног живота, већ рани будизам бележи примере араханата усамљеника.
Међу теравадинима је запажена склоност ка дубоком уважавању араханата. Махасангхикина школа је критиковала овакво величање и установила да извесни појединци, за које се сматрало да су араханти, у ствари испољавају бројне несавршености. Ове критике је изрекао Махадева. Критиковање арахантства наставила је махајанска школа, на основу чињенице да нирвана коју араханти постижу представља само престанак асава, а не потпуно просветљење (самбодхи). По махајанским будистима идеал бодисатве надређен је идеалу арахантства.